# 埼玉県立深谷第一高等学校
埼玉県立深谷第一高等学校（さいたまけんり つふかやだいいちこうとうがっこう）は、埼玉県深谷市にある県立高等学校。

## 概要
1908年（明治41年）に創立し、深谷市では最も古い高校にあたる。

創立からずっと女子校で、県に移管された1949年から「深谷女子高校」だったが、1976年に「深谷第一高校」に改称し、共学化された。

本校と同じく創立100年を超えた、1921年創立の埼玉県立深谷商業高等学校が徒歩数分の場所にある。
2年・3年次に文系・理系に分かれ、一般受験対応の特別クラスを設置している。

また、7時限授業を週1回実施している（1年次のみ週2回実施）。

## 沿革
- 1908年（明治41年）- 深谷女子実業補習学校として創立。
- 1921年（大正10年）- 校名を深谷実践女学校と改称。
- 1926年（大正15年）- 校名を深谷実科高等女学校と改称。
- 1940年（昭和15年）- 校名を埼玉県深谷高等女学校と改称。
- 1948年（昭和23年）- 新学制により埼玉県深谷女子高等学校と改称し、大里郡幡羅村大字原郷1018番地に移転。
- 1949年（昭和24年）- 県に移管され埼玉県立深谷女子高等学校と改称。
- 1955年（昭和30年）- 町村合併により住所が深谷市大字原郷1018番地となる。
- 1958年（昭和33年）- 国有地買収に伴い地番変更、深谷市大字原郷995番地となる。
- 1967年（昭和42年）- 地名変更により学校の住所が深谷市常盤町21番地の1となる。
- 1976年（昭和51年）- 埼玉県立深谷第一高等学校と改称し、男女共学となる。

## 学校行事
体育祭、文化祭（ときわ樹祭）、芸術鑑賞会、修学旅行（2年次）、持久走大会、球技大会などがある。

## 制服
男女とも紺色のブレザー。

男子は紺色のネクタイを着用するが、女子はリボンなどの装飾が一切なくシンプルなものになっている。

## 部活動
校内にプールはあるが、水泳部はない。
- 運動部

弓道部、剣道部、サッカー部、卓球部（男女）、バレーボール部（男女）、硬式野球部、陸上競技部、硬式テニス部（男女）、バスケットボール部（男女）、バドミントン部（男女）、空手道部、山岳部
- 文化部

演劇部、茶道・華道部、科学部、放送部、家庭部、吹奏楽部、書道部、美術・写真部、文芸・漫画部、軽音楽部

## 進路
例年、大学へ4割、専門学校へ3～4割進学している。

## 著名な卒業生
- 大澤タキ江（長瀞町長）
- 山崎渡（サッカー選手、ザスパ草津所属）
- バード238（お笑い芸人）
- 宇月颯（元宝塚歌劇団月組男役）

## 交通
- JR高崎線深谷駅北口から
  - 徒歩20分
  - 深谷観光バス FK3：深谷日赤行・FK7：籠原駅北口行で約5分、深谷第一高校前停留所下車（2024年12月1日運行開始）。